# Bobby Van
Bobby Van (* 6. Dezember 1928 in Bronx, New York als Robert Jack Stein; † 31. Juli 1980 in Los Angeles, Kalifornien) war ein US-amerikanischer Schauspieler, Tänzer und Fernsehmoderator.

## Leben und Werk
Bobby Van wurde 1928 in Bronx als Sohn jüdischer Vaudeville-Künstler geboren und wuchs somit im Umfeld des Showgeschäfts auf. Seinen Namen Robert Jack Stein legte er für den Künstlernamen Bobby Van ab, wobei er durch ein Poster des Schauspielers Van Johnson im Zimmer seiner Schwester die Idee für diesen Nachnamen bekam. Als junger Mann spielte er zunächst zeitweise in einer Jazzband, ehe er als Sänger und Tänzer aufzutreten begann. Anfang 1950 gab er sein Debüt am Broadway in der Musikrevue On Your Toes.
In den frühen 1950er-Jahren stand er unter Studiovertrag bei Metro-Goldwyn-Mayer (MGM) und machte sein Filmdebüt im Jahr 1952 in Mädels ahoi. Es folgten Nebenrollen in weiteren MGM-Musicals wie Küß mich, Kätchen! und Small Town Girl, wobei insbesondere die Szene aus letzterem Film, in der Van als „eine Art menschlicher Springstock durch eine aufwendige Produktionsnummer“ tanzte, berühmt wurde. Mit dem Niedergang des klassischen Musicalfilms endete seine Zeit in Hollywood aber schnell wieder. Danach trat er in Nachtclubs, in Fernsehsendungen sowie in weiteren Musiktheater-Produktionen auf. 1971 war er am Broadway einer der Hauptdarsteller des Musicals No, No, Nanette und erhielt eine Nominierung für den Tony Award.
In den 1970er-Jahren trat Van häufig als Promigast in amerikanischen TV-Spielshows wie Tattletales und Match Game auf. Schließlich wurde er auch selbst Moderator mehrerer Spielshows wie Showoffs, The Fun Factory und Make Me Laugh, die seine Popularität erneuerten. Parallel trat er weiterhin als Schauspieler in Erscheinung, so 1973 in dem aufwendigen Musicalfilm Der verlorene Horizont und als Gaststar verschiedener Serien. Sein filmisches Schaffen als Schauspieler umfasst insgesamt mehr als zwei Dutzend Produktionen.  Ebenfalls tourte er in den 1970ern mit Musicals wie Anything Goes oder Damn Yankees.
Mit seiner ersten Ehefrau war er von 1952 bis 1962 verheiratet, das Paar adoptierte 1961 einen Sohn. In zweiter Ehe war er von 1968 bis zu seinem Tod mit Elaine Joyce verheiratet, mit der auch häufiger gemeinsam in Spielshows auftrat. 1976 wurde ihre gemeinsame Tochter geboren. 1980 litt Bobby Van unter Kopfschmerzen, die sich schließlich als Resultat eines bösartigen Tumors herausstellten, an dem er nur wenige Monate später im Alter von 51 Jahren starb.

## Filmografie (Auswahl)
- 1952: Mädels ahoi (Skirts Ahoy!)
- 1952: Mein Herz singt nur für Dich (Because You’re Mine)
- 1953: Small Town Girl
- 1953: The Affairs of Dobie Gillis
- 1953: Küß mich, Kätchen! (Kiss Me Kate)
- 1966: Verhängnisvolle Fracht (The Navy vs. the Night Monsters)
- 1970: Verschollen im Pazifik (Lost Flight, Fernsehfilm)
- 1973: Der verlorene Horizont (Lost Horizon)
- 1975: Der Unsichtbare (The Invisible Man, Fernsehserie, Folge 1x04)
- 1976: Hydra – Verschollen in Galaxis 4 (Doomsday Machine)
- 1976: Wonder Woman (Fernsehserie, Folge 1x03)
- 1978: Vegas (Vega$, Fernsehserie, Folge 1x04)
- 1978: CHiPs (Fernsehserie, Folge 2x06)
- 1979: Love Boat (The Love Boat, Fernsehserie, Folge 2x16)
- 1979: Kampfstern Galactica (Battlestar Galactica, Fernsehserie, Folge 1x17)
- 1980: Beyond Westworld (Fernsehserie, Folge 1x02)
- 1980: The Hustler of Muscle Beach (Fernsehfilm)